# Hélio Oliveira
José Hélio de Carvalho Oliveira, ou apenas Hélio Oliveira, (Canto do Buriti, 21 de junho de 1960) é um médico e político brasileiro, deputado estadual pelo Piauí.

## Dados biográficos
Filho de João Rodrigues de Oliveira e Teresinha de Carvalho Oliveira. Médico, integrou uma comissão interventora no Hospital Estadual Dirceu Arcoverde, em Parnaíba, por nomeação do então governador Wellington Dias em 2003. Disputou eleições como candidato a deputado estadual pelo PDT em 2006, vereador em Parnaíba pelo PSB em 2008, deputado estadual via PT do B em 2010 e a prefeito de Ilha Grande na legenda do PSD em 2012, não obtendo sucesso em nenhuma dessas empreitadas.
Eleito deputado estadual pelo PTC em 2014, renovou o mandato pelo PR em 2018, mas foi derrotado por Mão Santa ao disputar a prefeitura de Parnaíba via PL em 2020. Embora reeleito à Assembleia Legislativa via MDB em 2022, perdeu a eleição para prefeito de Parnaíba em 2024.